# José Pascual Viciano
José Pascual Viciano (?- Castellón de la Plana, 29 de agosto de 1936) fue un político castellonense. Miembro del Partido Conservador, en 1910 fue vicepresidente de la Junta Social de Defensa Católica y durante la Dictadura de Primo de Rivera fue miembro del consistorio municipal de Castellón de la Plana y presidente del Sindicato de Riegos, al tiempo que líder destacado de la Unión Patriótica. Ocupó la alcaldía de Castellón de forma oficial desde diciembre de 1929 hasta febrero de 1930, aunque era el alcalde provisional desde julio. 
Al estallar la guerra civil española fue detenido por milicianos del Frente Popular. El 29 de agosto de 1936 y fusilado con otros 55 prisioneros más en el puerto de Castellón, entre ellos Francisco Javier Bosch Marín y Manuel Breva Perales.